# 布朗泽
布朗泽（法語：Blanzée，法語發音：[blɑ̃ze]）是法国默兹省的一个市镇，属于凡尔登区。

## 地理
布朗泽（49°9'34"N, 5°32'16"E）面积3.39 平方千米，位于法国大東部大區默兹省，该省份为法国西北部内陆省份，北与比利时接壤，西接马恩省和阿登省，南至上马恩省和孚日省，东临默尔特-摩泽尔省。
与布朗泽接壤的市镇（或旧市镇、城区）包括：沙蒂永苏莱科特、瓦夫尔地区格里莫库尔、莫朗维尔、穆兰维尔。

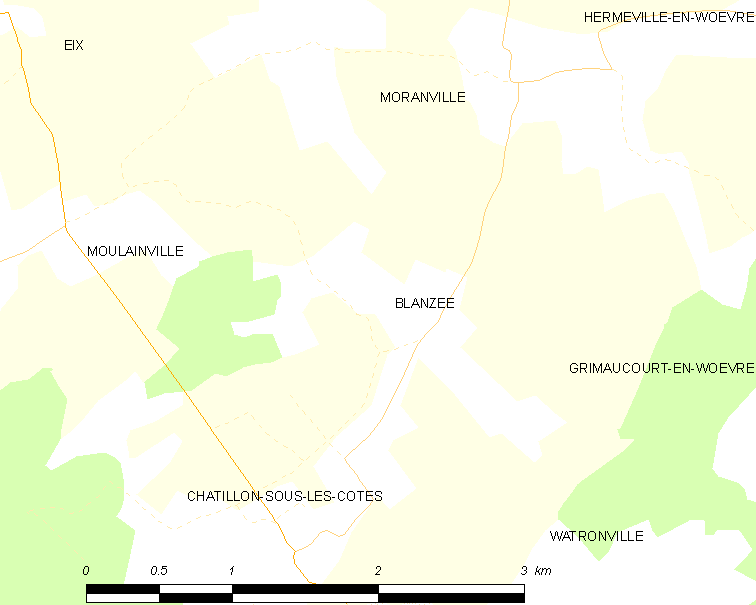
布朗泽的OSM定位图

布朗泽的时区为UTC+01:00、UTC+02:00（夏令时）。

## 行政
布朗泽的邮政编码为55400，INSEE市镇编码为55055。

## 政治
布朗泽所属的省级选区为默兹河畔贝尔维尔县。

## 人口

1962-2008年间布朗泽人口变化图示

布朗泽于2022年1月1日时的人口数量为13人。